# Campionato brasiliano di rugby a 15 2019
Il Campionato Brasiliano di Rugby 2019 ((PT)  Campeonato Brasileiro de Rugby de 2019) o Super13 è stata una competizione promossa dalla CBRu (Confederação Brasileira de Rugby), com 13 squadre partecipanti.
Inizialmente il torneo era stato organizzato con 16 squadre. Ma per le defezioni di tre squadre, dovute ai costi di iscrizione, il torneo prenderà parte con solo 13 squadre.
La vittoria è andata per la decima volta al São José che ha sconfitto in finale i campioni uscenti del Poli Rugby per 29-19.

## Formula del torneo
Le 13 squadre sono divise in 2 gruppi: un gruppo Sudeste con 7 squadre (tutte dello stato di San Paolo) e un gruppo Sul con 6 squadre. Le partite della 1ª fase si svolgeranno in gironi di sola andata, con inizio il 31 agosto.
Si qualificano ai quarti di finale i primi 3 del gruppo Sul e i primi 4 del Sudeste, con uno spareggio tra la 4ª del gruppo Sul e la 5ª del Sudeste per decidere l’ottava squadra.
I quarti di finale le semifinali e la finale si giocano in un'unica partita. La finale è programmata per il 23 di novembre 2019.
Per quanto riguarda il discorso della retrocessione alla seconda divisione, la squadra settima classificata del gruppo Sudeste sarà retrocessa direttamente. È previsto uno spareggio promozione/retrocessione tra la vincitrice della Taça Tupi e una delle due seste classificate.

## Squadre partecipanti

### GironeSudeste
| Squadra       | Città               | Stato     |
| ------------- | ------------------- | --------- |
| Jacareí       | Jacareí             | São Paulo |
| São José      | São José dos Campos | San Paolo |
| Band Saracens | San Paolo           | San Paolo |
| Poli Rugby    | San Paolo           | San Paolo |
| SPAC          | San Paolo           | San Paolo |
| Tornados      | Indaiatuba          | San Paolo |
| Pasteur       | San Paolo           | San Paolo |

### GironeSul
| Squadra      | Città           | Stato             |
| ------------ | --------------- | ----------------- |
| Curitiba     | Curitiba        | Paraná            |
| Pé Vermelho  | Londrina        | Paraná            |
| Charrua      | Porto Alegre    | Rio Grande do Sul |
| Desterro     | Florianópolis   | Santa Catarina    |
| Farrapos     | Bento Gonçalves | Rio Grande do Sul |
| Serra Gaúcha | Caxias do Sul   | Rio Grande do Sul |

## Prima Fase

### GironeSudeste
Incontri
|           | 1ª giornata        |         |
| --------- | ------------------ | ------- |
| 31/8/2019 | Poli - SPAC        | 59 - 5  |
| 31/8/2019 | São José - Pasteur | 35 - 15 |
| 31/8/2019 | Jacareí - Tornados | 71 - 20 |
| Riposa:   | Band Saracens      |         |

|           | 4ª giornata              |         |
| --------- | ------------------------ | ------- |
| 21/9/2019 | Pasteur - Poli           | 13 - 17 |
| 21/9/2019 | SPAC - Tornados          | 22 - 33 |
| 21/9/2019 | Band Saracens - São José | 10 - 83 |
| Riposa:   | Jacareí                  |         |

|            | 7ª giornata          |          |
| ---------- | -------------------- | -------- |
| 12/10/2019 | Tornados - Poli      | 10 - 120 |
| 12/10/2019 | Jacareí - São José   | 12 - 19  |
| 12/10/2019 | SPAC - Band Saracens | 19 - 27  |
| Riposa:    | Pasteur              |          |

|          | 2ª giornata             |         |
| -------- | ----------------------- | ------- |
| 7/9/2019 | Band Saracens - Pasteur | 7 - 99  |
| 7/9/2019 | São José - Poli         | 25 - 26 |
| 7/9/2019 | SPAC - Jacareí          | 15 - 48 |
| Riposa:  | Tornados                |         |

|           | 5ª giornata             |          |
| --------- | ----------------------- | -------- |
| 28/9/2019 | Jacareí - Band Saracens | 0 - 96   |
| 28/9/2019 | Tornados - Pasteur      | 19 - 106 |
| 28/9/2019 | SPAC - São José         | 73 - 5   |
| Riposa:   | Poli                    |          |

|           | 3ª giornata              |         |
| --------- | ------------------------ | ------- |
| 14/9/2019 | Poli - Jacareí           | 19 - 20 |
| 14/9/2019 | Pasteur - SPAC           | 63 - 7  |
| 14/9/2019 | Tornados - Band Saracens | 31 - 46 |
| Riposa:   | São José                 |         |

|           | 6ª giornata          |         |
| --------- | -------------------- | ------- |
| 5/10/2019 | Poli - Band Saracens | 72 - 13 |
| 5/10/2019 | São José - Tornados  | 97 - 7  |
| 5/10/2019 | Pasteur - Jacareí    | 31 - 23 |
| Riposa:   | SPAC                 |         |

Classifica
|  |    | Squadra       | G | V | N | P | PF  | PS  | P±   | B | Pt |
|  | -- | ------------- | - | - | - | - | --- | --- | ---- | - | -- |
|  | 1. | São José      | 6 | 5 | 0 | 1 | 355 | 70  | 285  | 5 | 25 |
|  | 2. | Poli Rugby    | 6 | 5 | 0 | 1 | 313 | 86  | 227  | 4 | 24 |
|  | 3. | Pasteur       | 6 | 4 | 0 | 2 | 327 | 108 | 219  | 5 | 21 |
|  | 4. | Jacareí       | 6 | 4 | 0 | 2 | 247 | 109 | 138  | 4 | 20 |
|  | 5. | Band Saracens | 6 | 2 | 0 | 4 | 108 | 377 | −269 | 2 | 10 |
|  | 6. | Tornados      | 6 | 1 | 0 | 5 | 120 | 462 | −342 | 2 | 6  |
|  | 7. | SPAC          | 6 | 0 | 0 | 6 | 68  | 326 | −258 | 0 | 0  |

### GironeSul
Incontri
|          | 1ª giornata             |        |
| -------- | ----------------------- | ------ |
| 7/9/2019 | Farrapos - Charrua      | 17 - 5 |
| 7/9/2019 | Curitiba - Pé Vermelho  | 74 - 5 |
| 7/9/2019 | Desterro - Serra Gaucha | 18 - 3 |

|           | 4ª giornata                |         |
| --------- | -------------------------- | ------- |
| 5/10/2019 | Pé Vermelho - Serra Gaucha | 8 - 30  |
| 5/10/2019 | Charrua - Desterro         | 29 - 44 |
| 5/10/2019 | Curitiba - Farrapos        | 12 - 29 |

|           | 2ª giornata             |         |
| --------- | ----------------------- | ------- |
| 14/9/2019 | Pé Vermelho - Charrua   | 37 - 25 |
| 14/9/2019 | Serra Gaucha - Curitiba | 6 - 46  |
| 14/9/2019 | Desterro - Farrapos     | 13 - 24 |

|            | 5ª giornata             |        |
| ---------- | ----------------------- | ------ |
| 12/10/2019 | Charrua - Curitiba      | 5 - 30 |
| 12/10/2019 | Desterro - Pé Vermelho  | 69 - 0 |
| 12/10/2019 | Farrapos - Serra Gaucha | 78 - 5 |

|           | 3ª giornata            |         |
| --------- | ---------------------- | ------- |
| 21/9/2019 | Curitiba - Desterro    | 36 - 7  |
| 28/9/2019 | Farrapos - Pé Vermelho | 66 - 14 |
| 28/9/2019 | Serra Gaucha - Charrua | 27 - 15 |

Classifica
|  |    | Squadra      | G | V | N | P | PF  | PS  | P±   | B | Pt |
|  | -- | ------------ | - | - | - | - | --- | --- | ---- | - | -- |
|  | 1. | Farrapos     | 5 | 5 | 0 | 0 | 214 | 49  | 165  | 3 | 23 |
|  | 2. | Curitiba     | 5 | 4 | 0 | 1 | 199 | 52  | 147  | 4 | 20 |
|  | 3. | Desterro     | 5 | 3 | 0 | 2 | 151 | 102 | 49   | 2 | 14 |
|  | 4. | Serra Gaúcha | 5 | 2 | 0 | 3 | 81  | 165 | −84  | 3 | 11 |
|  | 5. | Pé Vermelho  | 5 | 1 | 0 | 4 | 64  | 264 | −200 | 1 | 5  |
|  | 6. | Charrua      | 5 | 0 | 0 | 5 | 79  | 155 | −76  | 1 | 1  |

## Eliminazione diretta
|  | Spareggio 19 ottobre | Spareggio 19 ottobre | Spareggio 19 ottobre |  |  | Quarti di Finale 26 ottobre | Quarti di Finale 26 ottobre | Quarti di Finale 26 ottobre |    |          | Semifinale 2/9 novembre | Semifinale 2/9 novembre | Semifinale 2/9 novembre |  |  | Finale 23 novembre | Finale 23 novembre | Finale 23 novembre |
|  |                      |                      |                      |  |  |                             |                             |                             |    |          |                         |                         |                         |  |  |                    |                    |                    |
|  |                      |                      |                      |  |  |                             |                             |                             |    |          |                         |                         |                         |  |  |                    |                    |                    |
|  |                      |                      |                      |  |  | São José                    | São José                    | 78                          |    |          |                         |                         |                         |  |  |                    |                    |                    |
|  | Band Saracens        | Band Saracens        | 38                   |  |  | Serra Gaúcha                | Serra Gaúcha                | 10                          |    |          |                         |                         |                         |  |  |                    |                    |                    |
|  | Serra Gaúcha         | Serra Gaúcha         | 41                   |  |  |                             |                             |                             |    | São José | São José                | 30                      |                         |  |  |                    |                    |                    |
|  |                      |                      |                      |  |  |                             | Pasteur                     | Pasteur                     | 23 |          |                         |                         |                         |  |  |                    |                    |                    |
|  |                      |                      |                      |  |  | Curitiba                    | Curitiba                    | 7                           |    |          |                         |                         |                         |  |  |                    |                    |                    |
|  |                      |                      |                      |  |  | Pasteur                     | Pasteur                     | 38                          |    |          |                         |                         |                         |  |  |                    |                    |                    |
|  |                      |                      |                      |  |  |                             |                             |                             |    |          | São José                | São José                | 29                      |  |  |                    |                    |                    |
|  |                      |                      |                      |  |  |                             | Poli Rugby                  | Poli Rugby                  | 19 |          |                         |                         |                         |  |  |                    |                    |                    |
|  |                      |                      |                      |  |  | Farrapos                    | Farrapos                    | 20                          |    |          |                         |                         |                         |  |  |                    |                    |                    |
|  |                      |                      |                      |  |  | Jacareí                     | Jacareí                     | 16                          |    |          |                         |                         |                         |  |  |                    |                    |                    |
|  |                      |                      |                      |  |  |                             |                             |                             |    | Farrapos | Farrapos                | 14                      |                         |  |  |                    |                    |                    |
|  |                      |                      |                      |  |  |                             | Poli Rugby                  | Poli Rugby                  | 18 |          |                         |                         |                         |  |  |                    |                    |                    |
|  |                      |                      |                      |  |  | Poli Rugby                  | Poli Rugby                  | 45                          |    |          |                         |                         |                         |  |  |                    |                    |                    |
|  |                      |                      |                      |  |  | Desterro                    | Desterro                    | 24                          |    |          |                         |                         |                         |  |  |                    |                    |                    |
|  |                      |                      |                      |  |  |                             |                             |                             |    |          |                         |                         |                         |  |  |                    |                    |                    |

### Spareggio
| Caxias do Sul 19 ottobre 2019 | Serra Gaúcha | 41 – 38 | Band Saracens | Complexo Esportivo Zona Norte |

### Quarti di finale
| São José dos Campos 26 ottobre 2019 | São José | 78 – 10 | Serra Gaúcha | CT Ange Guimera |

| Curitiba 26 ottobre 2019 | Curitiba | 7 – 38 | Pasteur | Paraná Esporte |

| Bento Gonçalves 26 ottobre 2019 | Farrapos | 20 – 16 | Jacareí | Estádio da Montanha |

| San Paolo 26 ottobre 2019 | Poli Rugby | 45 – 24 | Desterro | CEPEUSP |

### Semifinali
| São José dos Campos 2 novembre 2019 | São José | 30 – 23 | Pasteur | CT Ange Guimera |

| San Paolo 9 novembre 2019 | Poli Rugby | 18 – 14 | Farrapos | Estádio Nicolau Alayon |

### Finale
| São José dos Campos 23 novembre 2019 | São José | 29 – 19 | Poli Rugby | CT Ange Guimera |

## Spareggio promozione
| Porto Alegre 30 novembre 2019 | Charrua | 20 – 17 | Joaca Rugby | Hípica |